# 1100-1109
De jaren 1100-1109 (van de christelijke jaartelling) zijn een decennium in de 12e eeuw.

## Meerjarige gebeurtenissen

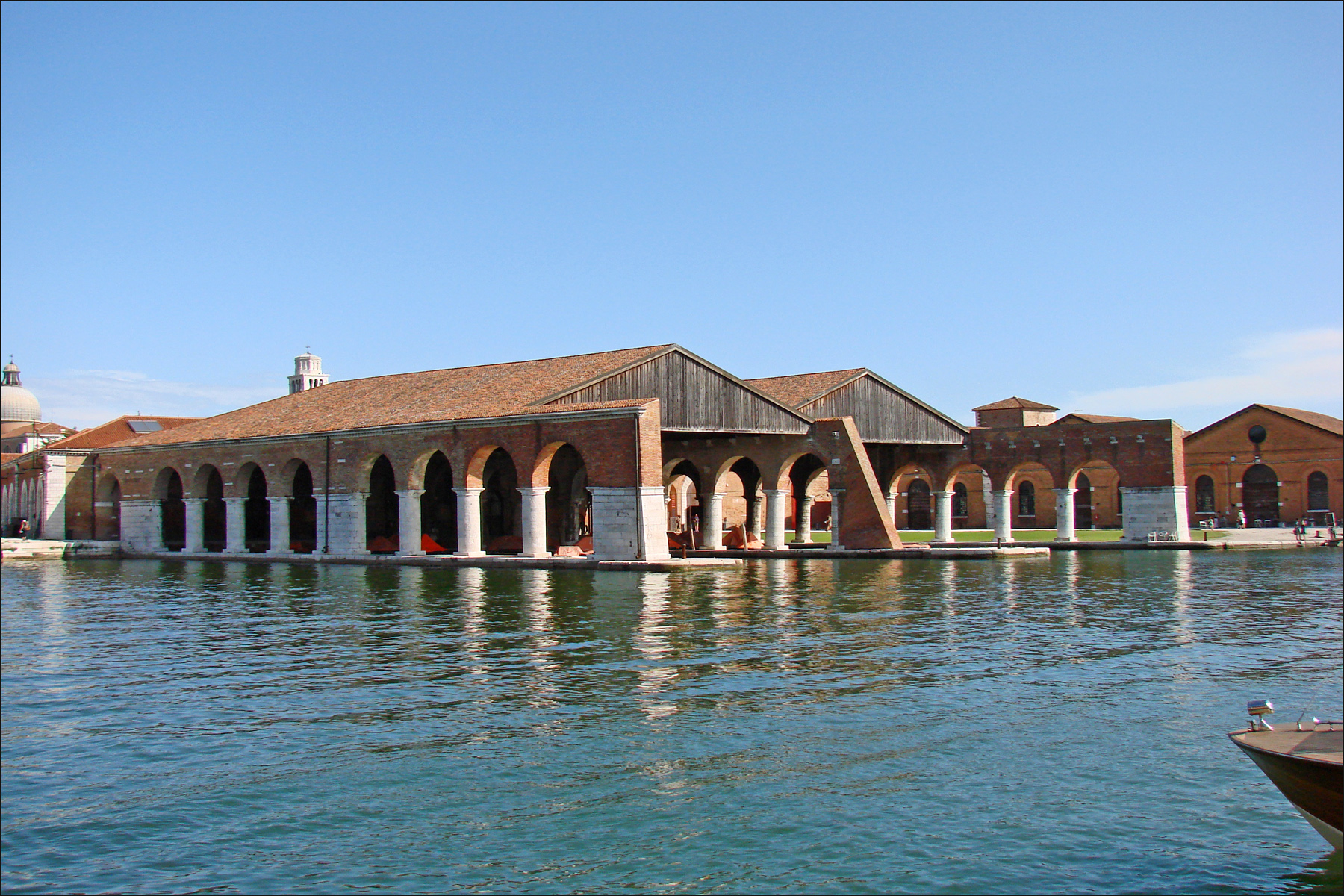
Arsenaal van Venetië

### Europa
- 1100 : Koning Willem II van Engeland sterft, zijn broer Robert van Normandië is op terugweg van de eerste kruistocht. Zijn andere broer Hendrik maakt van de gelegenheid gebruik om de troon in te palmen.
- 1106 : Slag bij Tinchebrai. Een veldslag tussen Robert en Hendrik. Robert wordt gevangengenomen en Hendrik lijft hertogdom Normandië in.
- 1108 : Koning Filips I van Frankrijk sterft, hij wordt opgevolgd door zijn zoon Lodewijk VI.
- 1101 : Margaret Fredkulla, dochter van koning Inge I van Zweden, huwt met Magnus III van Noorwegen, dit in het kader van een vredesverdrag.
- 1103 : Magnus sterft, een periode van burgeroorlog breekt uit in Noorwegen, waarin verschillende nakomelingen van Magnus om de troon vechten. Deze periode van burgeroorlog zou nog duren tot 1240.
- 1105 : Margaret trouwt met Niels van Denemarken en verlaat Noorwegen.
- 1105 : Hendrik V , al in 1098 tot Duits koning verkozen, volgt zijn afgezette vader, keizer Hendrik IV op als koning van het Duitse rijk, maar wordt pas erkend na het overlijden van zijn vader in 1106.

### Lage Landen
- 1100 : Godfried van Bouillon, hertog van Neder-Lotharingen sterft kinderloos. Graaf Hendrik I van Limburg volgt hem op. Limburg verandert van graafschap in hertogdom.
- 1106 : Hendrik I van Limburg blijft de afgezette keizer Hendrik IV trouw. De nieuwe keizer Hendrik V zet hem af, graaf Godfried I van Leuven wordt de nieuwe hertog van Neder-Lotharingen.
- 1107: Graaf Robrecht II van Vlaanderen had zonder toestemming van keizer Hendrik IV, Odo van Doornik aangesteld als bisschop van Kamerijk. Boudewijn III van Henegouwen, vazal van de keizer, bezet Kamerijk, maar moet het in 1110 weer opgeven.

### Levant
- 1102 - 1109 Beleg van Tripoli door Franse kruisvaarders. Raymond van Toulouse sterft halverwege en de stad wordt ten slotte ingenomen door zijn zoon Bertrand, die het graafschap Tripoli sticht.

## Kunst en cultuur

### Architectuur
- Arsenaal van Venetië

## Heersers

### Europa
- Lage Landen
  - Brabant: Godfried I (1095-1139)
  - Midden-Friesland: Hendrik van Northeim (1099-1101)
  - Gelre: Gerard I (1082-1129)
  - Henegouwen: Boudewijn III (1098-1120)
  - Holland: Floris II (1091-1122)
  - Limburg: Hendrik I (1078-1118)
  - Lohn: Godschalk I (1092-1110)
  - Loon: Arnold I (1078-1126)
  - Neder-Lotharingen: Godfried van Bouillon (1088-1100), Hendrik I van Limburg (1100-1106), Godfried I van Brabant (1106-1128)
  - Luik: Otbert van Luik (1092-1119)
  - Luxemburg: Willem I (1096-1129)
  - Namen: Albrecht III (1063-1102), Godfried (1102-1139)
  - Utrecht: Burchard van Lechsgemünd (1100-1112)
  - Vlaanderen: Robrecht II van Jeruzalem (1093-1111)
  - Zutphen: Otto II (1064-1113)

- Duitsland (Heilige Roomse Rijk): Hendrik IV (1056-1105), Hendrik V (1105-1125)
  - Bar: Diederik I van Montbéliard (1070-1105), Reinoud I (1105-1149)
  - Beieren: Welf IV (1096-1101), Welf V (1101-1120)
  - Berg: Adolf I (1101-1106, Adolf II (1106-1160)
  - Bohemen: Břetislav II (1092-1100), Bořivoj II (1100-1107), Svatopluk (1107-1109), Wladislaus I (1109-1117)
    - Olomouc: Otto II (1107-1126)
    - Znojmo: Lutold (1092-1112)

  - vrijgraafschap Bourgondië: Stefanus I (1097-1102), Willem II (1102-1125)
  - Brunswijk: Gertrudis (1090-1117)
  - Gulik: Gerard III (1081-1114)
  - Istrië: Ulrich II van Weimar (1098-1107), Engelbert van Karinthië (1107-1124)
  - Karinthië en Verona: Hendrik III van Eppenstein (1090-1122)
  - Kleef: Diederik III (1092-1117)
  - Opper-Lotharingen: Diederik II (1070-1115)
  - Meißen: Hendrik I van Eilenburg (1089-1103), Hendrik II van Eilenburg (1103-1123)
  - Montbéliard: Diederik I (1093-1105), Diederik II (1105-1163)
  - Noordmark: Lothar Udo III (1087-1106), Rodolf van Stade (1106-1112)
  - Oostenrijk: Leopold III (1095-1136)
  - Rijnpalts: Siegfried van Ballenstedt (1095-1113)
  - Saksen: Magnus (1072-1106), Lotharius van Supplinburg (1106-1127)
  - Stiermarken: Ottokar II (1082-1122)
  - Weimar-Orlamünde: Ulrich II (1070-1112)
  - Zwaben: Frederik I (1079-1105), Frederik II (1105-1147)

- Frankrijk: Filips I (1060-1108), Lodewijk VI (1108-1137)
  - Angoulême: Willem V (1089-1118)
  - Anjou en Tours: Fulco IV (1068-1109), Fulco V (1109-1129)
  - Aquitanië en Gascogne: Willem IX (1086-1126)
  - Armagnac: Bernard III (1095-1110)
  - Auvergne: Willem VI (1096-1136)
  - Béarn: Gaston IV (1090-1131)
  - Bigorre: Bernard III (1095-1113)
  - Blois, Dunois en Meaux: Stefanus II (1089-1102), Theobald IV (1102-1152)
  - Boulogne: Eustaas III (1088-1125)
  - hertogdom Bourgondië: Odo I (1079-1102), Hugo II (1102-1143)
  - Champagne: Hugo I (1093-1125)
  - Chiny: Arnold I (ca. 1066-1106), Otto II (1106-1131)
  - Dammartin: Hugo I (1061-1103), Peter (1103-1106), Alberic van Mello (1106-1112)
  - Eu: Hendrik I (1096-1140)
  - Fézensac: Astanovus II (1103-1140)
  - Foix: Rogier II (1064-1124)
  - Guînes: Manasses I (1091-1137)
  - Mâcon: Stefanus I van Bourgondië (1097-1102), Willem III (1102-1157)
  - Maine: Eli I (1093-1110)
  - La Marche: Almodis I en Rogier Poitevin (1098-1117)
  - Nevers, Auxerre en Tonnerre: Willem II (1098-1147)
  - Normandië: Robert Curthose (1087-1105), Hendrik I van Engeland (1106-1135)
  - Perche: Godfried II (1080-1100), Rotrud III (1100-1144)
  - Ponthieu: Gwijde I (1053-1100), Robert II van Bellême (1101-1112)
  - Provence: Gerberga (1093-1112)
  - Saint-Pol: Hugo II (1083-1118)
  - Soissons: Adelheid (1057-1105), Jan I (1099-1115)
  - Thouars: Herbert II (1093-1104), Godfried III (1104-1123)
  - Toulouse: Willem IV (1061-1094), Raymond IV (1094-1105), Bertrand (1105-1108), Alfons Jordaan (1108-1148)
  - Vendôme: Godfried II (1085-1102), Godfried III (1102-1145)
  - Vermandois en Valois: Hugo I (1080-1102), Rudolf I (1102-1152)

- Iberisch schiereiland:
  - Aragon en Navarra: Peter I (1094-1104), Alfons I (1104-1134)
  - Barcelona: Raymond Berengarius III (1082-1131)
  - Castilië, Leon en Galicië: Alfons VI van Leon (1065/1072-1109), Urraca (1109-1126)
  - Portugal: Hendrik van Bourgondië (1096-1112)

- Britse eilanden
  - Engeland: Willem Rufus (1087-1100), Hendrik I (1100-1135)
  - Gwynedd: Gruffydd ap Cynan (1081-1137)
  - Powys: Cadwgan ap Bleddyn (1075-1111)
  - Schotland: Edgar (1097-1107), Alexander I (1107-1124)

- Italië
  - Apulië: Rogier I (1085-1111)
  - Monferrato: Willem IV (1084-1100), Reinier (1100-1135)
  - Napels: Johannes VI (1097-ca. 1121)
  - Savoye: Humbert II (1082-1103), Amadeus III (1103-1148)
  - Sicilië: Rogier I (1071-1101), Simon (1101-1105), Rogier II (1105-1154)
  - Toscane: Mathilde (1076-1115)
  - Venetië (doge): Vitale I Michiel (1096-1102), Ordelaffo Falier (1102-1117)

- Scandinavië
  - Denemarken: Erik I (1095-1103), Niels (1104-1134)
  - Noorwegen: Magnus III (1093-1103), Olaf Magnusson (1103-1115), Øystein I (1103-1123), Sigurd I (1103-1130)
  - Zweden: Inge I (1088-1105), Filips (1105-1118)

- Balkan
  - Byzantijnse Rijk: Alexios I Komnenos (1081-1118)
  - Dioclitië: Konstantin Bodin (1081-1101), Dobroslav II en Mihailo II (1101), Kočapar (1101-1102), Vladimir Vojislavljević (1102-1114)
  - Raška: Vukan (1080-1114)

- Rusland
  - Kiev: Svjatopolk II (1093-1113)
  - Tsjernigov: David Svjatoslavitsj (1097-1123)

- Bretagne: Alan IV (1084-1121)
  - Penthièvre: Stefanus I (1093-1120)
- Hongarije: Koloman (1095-1116)
- Polen: Wladislaus I Herman (1079-1102), Zbignieuw (1102-1107), Bolesław III (1102-1138)

### Azië
- Cilicisch-Armenië: Constantijn I (1095-1102), Thoros I (1102-1129)
- China (Song): Zhezong (1085-1100), Huizong (1100-1126)
  - Liao: Daozong (1055-1101), Tianzuo (1101-1125)
  - Westelijke Xia: Chongzong (1086-1139)
- Georgië: David IV (1089-1125)
- Ghaznaviden (Perzië): Masoed III (1099-1115)
- India
  - Chola: Kulothunga I (1070-1122)
- Japan: Horikawa (1087-1107), Toba (1107-1123)
  - insei-keizer: Shirakawa (1087-1129)
- Khmer-rijk (Cambodja): Jayavarman VI (1090-1108), Dharanindravarman I (1108-1112)
- Korea (Goryeo): Sukjong (1095-1105), Yejong (1105-1122)
- kruisvaarderstaten
  - Antiochië: Bohemund I (1098-1111)
  - Edessa: Boudewijn I van Jeruzalem (1098-1100), Boudewijn II van Jeruzalem (1100-1118), Richard van Salerno (regent, 1104-1108)
  - Jeruzalem: Godfried van Bouillon (1099-1100), Boudewijn I (1100-1118)
    - Galilea: Tancred (1099-1101, 1109-1112), Hugo van Sint-Omaars (1101-1106), Gervalse van Bazoches (1106-1108)

  - Tripoli: Raymond IV van Toulouse (1102-1105), Alfons Jordaan (1105-1109), Bertrand van Toulouse (1109-1112)
- Seltsjoeken: Rukneddin Berkyaruk (1094-1105), Malik Sjah II (1105), Mehmed Tapar (1105-1118)
  - Aleppo: Ridwan (1095-1113)
  - Damascus: Duqaq (1095-1104)
  - Kerman: Iran Shah (1096-1101), Arslan Shah I (1101-1142)
  - Khorasan: Ahmad Sanjar (1096-1157)
  - Sultanaat van Rûm: Kilij Arslan I (1092-1107), Kutbeddin Melik Shah I (1107-1116)
- Vietnam: Ly Nhan Tong (1072-1127)

### Afrika
- Almoraviden (Marokko): Yusuf ibn Tashfin (1071-1106), Ali ibn Yusuf (1106-1143)
- Fatimiden (Egypte): Abu'l Qasim Muhammad al-Musta'li (1094-1101), Abu 'Ali al-Mansur al-Amir (1101-1130)
- Ziriden (Tunesië): Tamim ibn al-Mu'izz (1062-1108), Yahya ibn Tamim (1108-1131)

### Religie
- paus: Paschalis II (1099-1118)
  - tegenpaus: Clemens III (1080-1100), Theodorik (1100-1101), Albert (1101), Silvester IV (1105-1111)
- patriarch van Alexandrië (Grieks): Johannes VI (1062-ca.1100), Eulogius II (ca. 1100-ca. 1115)
- patriarch van Alexandrië (koptisch): Michaël IV (1092-1102), Macarius II (1102-1131)
- patriarch van Antiochië (Grieks): Johannes VII (1090-1155)
- patriarch van Antiochië (Latijns): Bernard van Valence (1100-1135)
- patriarch van Antiochië (Syrisch):  Athanasius VI bar Khamoro (1091-1129)
- patriarch van Constantinopel: Nicolaas III (1084-1111)
- patriarch van Jeruzalem (Grieks): Simeon II (1084-1106), Savvas (1106-?)
- patriarch van Jeruzalem (Latijns): Dagobert van Pisa (1099-1102, 1102-1107), Ehremar (1102), Ghibbelin van Arles (1107-1112)
- katholikos-patriarch van Geheel Georgië: Basili III Karichisdze (1090-1100), Ioane IV Safareli (1100-1142)
- kalifaat van Bagdad (Abbasiden): Al-Mustazhir (1094-1118)

- aartsbisdom Canterbury: Anselm (1093-1109)
- aartsbisdom Keulen: Frederik I van Schwarzenberg (1100-1131)
- aartsbisdom Reims: Manasses II van Châtillon (1096-1106), Raoul le Vert (1106-1124)
- aartsbisdom Trier: Engelbert van Rothenburg (1079-1101), Bruno van Lauffen (1102-1124)

<< · 1100 · 1101 · 1102 · 1103 · 1104 · 1105 · 1106 · 1107 · 1108 · 1109 · >>
<< · 1100-1109 · 1110-1119 · 1120-1129 · 1130-1139 · 1140-1149 · 1150-1159 · 1160-1169 · 1170-1179 · 1180-1189 · 1190-1199 · >>